# Arilamin N-acetiltransferaza
Arilamin -acetiltransferaza (EC 2.3.1.5, arilaminska acetilaza, beta-naftilaminska -acetiltransferaza, 4-aminobifenilna N-acetiltransferaza, acetil KoA-arilaminska -acetiltransferaza, 2-naftilaminska -acetiltransferaza, arilaminska acetiltransferaza, indolaminska -acetiltransferaza, N-acetiltransferaza, p-aminosalicilatna N-acetiltransferaza, serotoninska acetiltransferaza, serotoninska N-acetiltransferaza) je enzim sa sistematskim imenom acetil-KoA:arilamin -acetiltransferaza. Ovaj enzim katalizuje sledeću hemijsku reakciju
acetil-KoA + arilamin {\displaystyle \rightleftharpoons } KoA + N-acetilarilamin
Ovaj enzim ima široku specifičnost za aromatične amine, uključujući serotonin. On takođe katalizuje acetil-transfer između arila mina bez KoA.

## Literatura
- Nicholas C. Price; Lewis Stevens (1999). Fundamentals of Enzymology: The Cell and Molecular Biology of Catalytic Proteins (Third изд.). USA: Oxford University Press. ISBN 019850229X.
- Eric J. Toone (2006). Advances in Enzymology and Related Areas of Molecular Biology, Protein Evolution (Volume 75 изд.). Wiley-Interscience. ISBN 0471205036.
- Branden C; Tooze J. Introduction to Protein Structure. New York, NY: Garland Publishing. ISBN 0-8153-2305-0.
- Irwin H. Segel. Enzyme Kinetics: Behavior and Analysis of Rapid Equilibrium and Steady-State Enzyme Systems (Book 44 изд.). Wiley Classics Library. ISBN 0471303097.
- William P. Jencks (1987). Catalysis in Chemistry and Enzymology. Dover Publications. ISBN 0486654605.

## Spoljašnje veze
- Arylamine+N-acetyltransferase на 